# Sarosa epona
Sarosa epona är en fjärilsart som beskrevs av Paul Dognin 1902. Sarosa epona ingår i släktet Sarosa och familjen björnspinnare. Inga underarter finns listade.